# 白顯齒海鯽
白顯齒海鲫，為輻鰭魚綱鱸形目隆頭魚亞目海鯽科的其中一種，分布於東太平洋區，從加拿大溫哥華島至墨西哥加利福尼亞灣中部海域，棲息深度可達43公尺，體長可達32公分，成魚生活在碼頭、海灣等水域，屬肉食性，胎生，生活習性不明，可做為食用魚及遊釣魚。